# 完顏充
完顏充（？—1149年2月28日），本名神土懑，金朝宗室、大臣。

## 生平
完顏充是金太祖之孙，完颜宗幹之子，母李氏，完颜亮的異母兄長。金熙宗命他为光禄大夫。天眷年间，他担任汴京留守。皇统年间，封淄国公，为吏部尚书，后进封代王、同判大宗正事，1149年正月，为左丞相，死后追封郑王。子完颜永元。

## 母
- 次室李氏，完颜宗幹妻妾中在正室徒单氏之后，次室大氏之前。金世宗时完颜宗幹取消帝号，封辽王，徒单氏为辽王妃，海陵太妃大氏与顺妃李氏、宁妃萧氏、文妃徒单氏追降为辽王夫人。